# Pierre Bas
Pour les articles homonymes, voir Bas (homonymie).
Pierre Jean-Marie Simon Bas, né le 28 juillet 1925 à Besançon et mort le 18 novembre 2015 à Paris,, est un homme politique français.

## Biographie
Ancien administrateur de la France d'outre-mer en Afrique équatoriale française, attaché parlementaire du secrétaire d'État à la France d'outre-mer en 1955 Maurice Bayrou, chargé de mission au secrétariat général de la Présidence de la République entre 1959 et 1962, conseiller référendaire à la Cour des comptes en 1962, député de la quatrième circonscription de Paris entre 1962 et 1986 et maire du 6e arrondissement de Paris entre 1983 et 1989 sous l'étiquette gaulliste, et membre de l'Académie des sciences d'outre-mer.
Il est auteur de divers ouvrages dont notamment une Littérature populaire d'inspiration religieuse en Franche-Comté au dix-huitième siècle[réf. nécessaire] et un livre consacré au thème de la peine de mort : Par ordre du Sultan, une tête,  Hachette, [Paris], 1979. En mars 2012, il publie ses mémoires Secrets, Manœuvres, Chocs et Volte-face de Charles de Gaulle à Nicolas Sarkozy aux éditions Alexandra de Saint-Prix, Perpignan.
Il est également connu pour avoir giflé François Mitterrand, qui avait prétendu l'avoir « sanctionné », étant ministre de la France d'Outre-Mer, allégation que le futur président de la République fut dans l'incapacité de prouver).
Il a été un des deux spécialistes de l'Afrique qui, outre le ministre et Jacques Foccart, accompagnent le général de Gaulle dans son grand périple africain d'août 1958. Il est un des artisans des grandes réformes dans les départements et territoires d'Outre-mer. Président de la Région parisienne, il a obtenu de Georges Pompidou la reprise des travaux Auber-Nation, la création de la ligne B du RER et le prolongement systématique des lignes de métro en banlieue. Il a équipé le 6e arrondissement, il a fait rendre à la place de l'Étoile le nom du général de Gaulle, qu'une coalition avait retiré, et donné le nom du Général au principal aéroport de Paris. Le 15 novembre 1976, il fait refuser par le groupe Paris-Majorité la candidature en son nom à la mairie de Paris de Michel d'Ornano décidée par Valéry Giscard d'Estaing, alors président de la République, qui avait omis de consulter les conseillers de Paris ou tout au moins leurs dirigeants. Deux mois plus tard, la candidature inattendue et réussie de Jacques Chirac scelle le destin. Par un amendement célèbre supprimant les crédits du bourreau, il fait rouvrir le débat sur l'abolition hermétiquement clos depuis 70 ans. Le 24 novembre 1978, le Gouvernement acculé au vote bloqué avoue clairement que la peine de mort ne peut plus être appliquée en France et elle ne le sera plus. Le 9 octobre 1981, la loi Badinter vient mettre le droit en accord avec le fait.